# Резня Уитменов
Резня Уитменов (англ. Whitman massacre) — убийство американских миссионеров Маркуса и Нарциссы Уитмен, а также ещё одиннадцати человек, произошедшее 29 ноября 1847 года. Американцы были убиты несколькими воинами-кайюсами, которые заподозрили их в преднамеренном заражении индейцев корью. 
Вспышка кори в конце осени 1847 года унесла жизни около половины кайюсов. Американцы в миссии Вайилатпу, расположенной на реке Уолла-Уолла, также заболели корью, но пострадали гораздо меньше. Некоторые индейцы обвинили миссионеров в распространении эпидемии и их неспособности помочь соплеменникам. В результате этого часть воинов напала на миссию и учинила резню. Убийство 13 американцев побудило Конгресс США принять Акт о создании Территориального правительства Орегона, чем была официально создана Территория Орегон. Резня Уитменов также спровоцировала войну с кайюсами. Позднее пятеро воинов-кайюсов, виновных в резне, были осуждены судом присяжных в городе Орегон-Сити и повешены.